# Marsdenia glaziovii
Marsdenia glaziovii là một loài thực vật có hoa trong họ La bố ma. Loài này được (E. Fourn.) Spellman & Morillo mô tả khoa học đầu tiên năm 1976.